# فلوریان اونرو
فلوریان اونرو (آلمانی: Florian Unruh؛ زادهٔ ۷ ژوئن ۱۹۹۳) کماندار اهل آلمان است.
وی در مسابقات کشوری و بین‌المللی در مجموع برندهٔ ۱ مدال طلا، ۳ مدال نقره شده است.